# Analytické hodnocení prací
Analytické hodnocení prací (AHP) vychází ze souboru kriterií doporučených Mezinárodní organizací práce (ILO) pro zvážení složitosti, odpovědnosti a namáhavosti práce. Je jedním z nástrojů k pracovní analýze, srovnávání prací, pracovních a míst, ke zjištění důležitosti práce z toho vyplývajícího hmotného ocenění vykonavatele práce. Umožňuje navrhovat zatřídění prací do systému tarifních stupňů. Metodika hodnocení a zatřídění prací tvoří teoretickou a argumentační základnu pro tvorbu podnikových sborníků příkladů prací a podnikových mzdových systémů. Jinými slovy, jedná se o výchozí bod pro základní mzdovou diferenciaci, protože právě základní mzdová diferenciace vychází ze stanovené hodnoty práce. Bez zhodnocení nároků práce nelze jednoznačně dostát pravidlu "za stejnou práci, stejná odměna."
Hodnocení prací podle analytické bodovací metodiky je dle základního doporučení od AMSTRONGA prováděno posuzováním práce z hlediska 7 kritérií a 17 subkritérií, ovšem v podnikové praxi se počet kritérií a subritérií může měnit .  Spočívá ve výběru příslušných úrovní hodnocení u každého subkritéria a přiřazení příslušné bodové hodnoty této úrovni. Hodnota posuzované práce je dána celkovým bodovým skóre, získaných sumarizací bodů u všech hodnotících kritérií. Výsledné bodové skóre představuje hodnotu práce, která je měřítkem významu, důležitosti práce a jejího zatřídění práce v rámci podnikového tarifního systému.
Přehled kritérií:
- A. Odborná příprava
  - A.1 dosažené vzdělání
  - A.2 návazná odborná příprava
  - A.3 jazykové znalosti
  - A.4 odborná praxe
  - A.5 speciální znalosti
- B. Složitost práce
  - B.1 složitost objektu práce
  - B.2 charakter činnosti
  - B.3 složitost pracovních vztahů
  - B.4 složitost práce s informacemi
- C. Řídící úroveň
- D. Odpovědnost
  - D.1 odpovědnost za materiální hodnoty
  - D.2 odpovědnost za bezpečnou práci
  - D.3 odpovědnost za výsledky útvaru, organizace
- E. Zátěž
  - E.1 zátěž fyzická
  - E.2 zátěž psychická
- F. Riziko pracovního úrazu
- G. Zvláštní požadavky